# Tomisato
Tomisato (jap. 富里市 Tomisato-shi) – miasto w środkowej części Japonii (prefektura Chiba) na głównej wyspie Honsiu (Honshū). Ma powierzchnię 53,88 km². W 2020 r. mieszkały w nim 49 762 osoby, w 21 713 gospodarstwach domowych  (w 2010 r. 51 103 osoby, w 19 689 gospodarstwach domowych).